# Parrocchie civili del Somerset
Questa è una lista delle parrocchie civili del Somerset, Inghilterra.

## Bath and North East Somerset
- Bathampton
- Batheaston
- Bathford
- Bishop Sutton
- Cameley
- Camerton
- Charlcombe
- Chelwood
- Chew Magna
- Chew Stoke
- Claverton
- Clutton
- Combe Hay
- Compton Dando
- Compton Martin
- Corston
- Dunkerton
- East Harptree
- Englishcombe
- Farmborough
- Farrington Gurney
- Freshford
- High Littleton
- Hinton Blewett
- Hinton Charterhouse
- Kelston
- Keynsham (town)
- Marksbury
- Monkton Combe
- Nempnett Thrubwell
- Newton St Loe
- North Stoke
- Norton Malreward
- Norton Radstock (town)
- Paulton
- Peasedown St John
- Priston
- Publow and Pensford
- Saltford
- Shoscombe
- Southstoke
- St Catherine
- Stanton Drew
- Stowey Sutton
- Swainswick
- Timsbury
- Ubley
- Wellow
- West Harptree
- Whitchurch

## Mendip
- Ashwick
- Baltonsborough
- Batcombe
- Beckington
- Berkley
- Binegar
- Buckland Dinham
- Butleigh
- Chewton Mendip
- Chilcompton
- Coleford
- Cranmore
- Croscombe
- Ditcheat
- Doulting
- Downhead
- East Pennard
- Emborough
- Evercreech
- Frome
- Glastonbury
- Godney
- Great Elm
- Hemington
- Holcombe
- Kilmersdon
- Lamyatt
- Leigh-on-Mendip
- Litton
- Lullington
- Lydford-on-Fosse
- Meare
- Mells
- Milton Clevedon
- North Wootton
- Norton St Philip
- Nunney
- Pilton
- Priddy
- Pylle
- Rode
- Rodney Stoke
- St Cuthbert Out
- Selwood
- Sharpham
- Shepton Mallet
- Stoke St Michael
- Ston Easton
- Stratton on the Fosse
- Street
- Tellisford
- Trudoxhill
- Upton Noble
- Walton
- Wanstrow
- Wells
- West Bradley
- Westbury
- West Pennard
- Whatley
- Witham Friary
- Wookey

## North Somerset
- Abbots Leigh
- Backwell
- Banwell
- Barrow Gurney
- Blagdon
- Bleadon
- Brockley
- Burrington
- Butcombe
- Churchill
- Clapton-in-Gordano
- Cleeve
- Clevedon
- Congresbury
- Dundry
- Easton-in-Gordano
- Flax Bourton
- Hutton
- Kenn
- Kewstoke
- Kingston Seymour
- Locking
- Long Ashton
- Loxton
- Nailsea
- Portbury
- Portishead and North Weston
- Puxton
- St. Georges
- Tickenham
- Walton in Gordano
- Weston in Gordano
- Weston-super-Mare (2000)
- Wick St. Lawrence
- Winford
- Winscombe e Sandford
- Wraxall e Failand
- Wrington
- Yatton

## Sedgemoor
- Ashcott
- Axbridge
- Badgworth
- Bawdrip
- Berrow
- Brean
- Brent Knoll
- Bridgwater (2003)
- Bridgwater Without
- Broomfield
- Burnham-on-Sea and Highbridge
- Burnham Without
- Burtle
- Cannington
- Catcott
- Chapel Allerton
- Cheddar
- Chedzoy
- Chilton Polden
- Chilton Trinity
- Compton Bishop
- Cossington
- Durleigh
- East Brent
- East Huntspill
- Edington
- Enmore
- Fiddington
- Goathurst
- Greinton
- Lympsham
- Lyng
- Mark
- Middlezoy
- Moorlinch
- Nether Stowey
- North Petherton
- Othery
- Otterhampton
- Over Stowey
- Pawlett
- Puriton
- Shapwick
- Shipham
- Spaxton
- Stawell
- Stockland Bristol
- Thurloxton
- Weare
- Wedmore
- Wembdon
- West Huntspill
- Westonzoyland
- Woolavington
- Bridgwater

## South Somerset
- Abbas and Templecombe
- Alford
- Aller
- Ansford
- Ash
- Ashill
- Babcary
- Barrington
- Barton St David
- Barwick
- Beercrocombe
- Bratton Seymour
- Brewham
- Broadway
- Bruton
- Brympton
- Buckland St Mary
- Castle Cary
- Chaffcombe
- Chard (Town council)
- Charlton Horethorne
- Charlton Mackrell
- Charlton Musgrove
- Chillington
- Chilthorne Domer
- Chilton Cantelo
- Chiselborough
- Closworth
- Combe St Nicholas
- Compton Dundon
- Compton Pauncefoot e Blackford
- Corton Denham
- Crewkerne
- Cricket St. Thomas
- Cucklington
- Cudworth
- Curry Mallet
- Curry Rivel
- Dinnington
- Donyatt
- Dowlish Wake
- Drayton
- East Chinnock
- East Coker
- Fivehead
- Hambridge e Westport
- Hardington Mandeville
- Haselbury Plucknett
- Henstridge
- High Ham
- Hinton St George
- Holton
- Horsington
- Horton
- Huish Episcopi
- Ilchester
- Ilminster
- Ilton
- Isle Abbots
- Isle Brewers
- Keinton Mandeville
- Kingsbury Episcopi
- Kingsdon
- Kingstone
- Kingweston
- Knowle St Giles
- Langport
- Limington
- Long Load
- Long Sutton
- Lopen
- Lovington
- Maperton
- Marston Magna
- Martock
- Merriott
- Milborne Port
- Misterton
- Montacute
- Muchelney
- Mudford
- North Barrow
- North Cadbury
- North Cheriton
- North Perrott
- Norton Sub Hamdon
- Odcombe
- Penselwood
- Pitcombe
- Pitney
- Puckington
- Queen Camel
- Rimpton
- Seavington St Mary
- Seavington St Michael
- Shepton Beauchamp
- Shepton Montague
- Somerton
- South Barrow
- South Cadbury
- South Petherton
- Sparkford
- Stocklinch
- Stoke-sub-Hamdon
- Stoke Trister
- Tatworth and Forton
- Tintinhull
- Wambrook
- Wayford
- West Camel
- West and Middle Chinnock
- West Coker
- West Crewkerne
- Whitelackington
- Whitestaunton
- Wincanton
- Winsham
- Yarlington
- Yeovil
- Yeovilton
- Yeovil Without

## Taunton Deane
- Ashbrittle
- Ash Priors
- Bathealton
- Bickenhall
- Bishops Hull
- Bishops Lydeard
- Bradford on Tone
- Burrowbridge
- Cheddon Fitzpaine
- Chipstable
- Churchstanton
- Combe Florey
- Comeytrowe
- Corfe
- Cothelstone
- Creech St Michael
- Curland
- Durston
- Fitzhead
- Halse
- Hatch Beauchamp
- Kingston St. Mary
- Langford Budville
- Lydeard St. Lawrence
- Milverton
- North Curry
- Norton Fitzwarren
- Nynehead
- Oake
- Orchard Portman
- Otterford
- Pitminster
- Ruishton
- Sampford Arundel
- Staple Fitzpaine
- Staplegrove
- Stawley
- Stoke St Gregory
- Stoke St Mary
- Thornfalcon
- Tolland
- Trull
- Wellington
- Wellington Without
- West Bagborough
- West Buckland
- West Hatch
- West Monkton
- Wiveliscombe

## West Somerset
- Bicknoller
- Brompton Ralph
- Brompton Regis
- Brushford
- Carhampton
- Clatworthy
- Crowcombe
- Cutcombe
- Dulverton
- Dunster
- East Quantoxhead
- Elworthy
- Exford
- Exmoor
- Exton
- Holford
- Huish Champflower
- Kilve
- Luccombe
- Luxborough
- Minehead
- Minehead Without
- Monksilver
- Nettlecombe
- Oare
- Old Cleeve
- Porlock
- Sampford Brett
- Selworthy
- Skilgate
- Stogumber
- Stogursey
- Stringston
- Timberscombe
- Treborough
- Upton
- Watchet
- West Quantoxhead
- Williton
- Winsford
- Withycombe
- Withypool and Hawkridge
- Wootton Courtenay

## Fonti
- Office for National Statistics (ONS) - Liste geografiche, su statistics.gov.uk. URL consultato il 31 dicembre 2008 (archiviato dall'url originale il 5 febbraio 2005).